# 奉公構
奉公構（羅馬字：Hōkōkamai、Hōkōkamae）是江戶時代對武士的一種刑罰。

## 概要
大名會對出奔的家臣或被改易的人發出禁止投向其他家的書狀，會被稱為「仕官御構」。然後就不能再仕於其他家並被趕走。在武士階級中是僅次於切腹的重刑。在豐臣秀吉時期開始。在寬永12年（1635年）改正的武家諸法度和諸士法度被列為幕府的法令。

## 條文

### 武家諸法度・寬永令
寬永12年（1635年）發布（摘要）
- 「不可登用與原來的主人有對立的人。如果是反逆者和殺人者就要遣返到主人處。行動不明的人遣返到主人處，或者流放。」
  - 原文：

## 受到奉公構處罰的歷史名人
- 水野勝成－舊主水野忠重（實父），後來歸返並繼任家督
- 後藤基次－舊主黑田長政
- 塙直之－舊主加藤嘉明
- 渡邊了－舊主藤堂高虎
- 茂庭綱元－舊主伊達政宗、後來歸返
- 伊達成實－舊主伊達政宗、後來歸返
- 屋代景賴－舊主伊達政宗
- 平賀源內－舊主松平賴恭